# Arno Camenisch

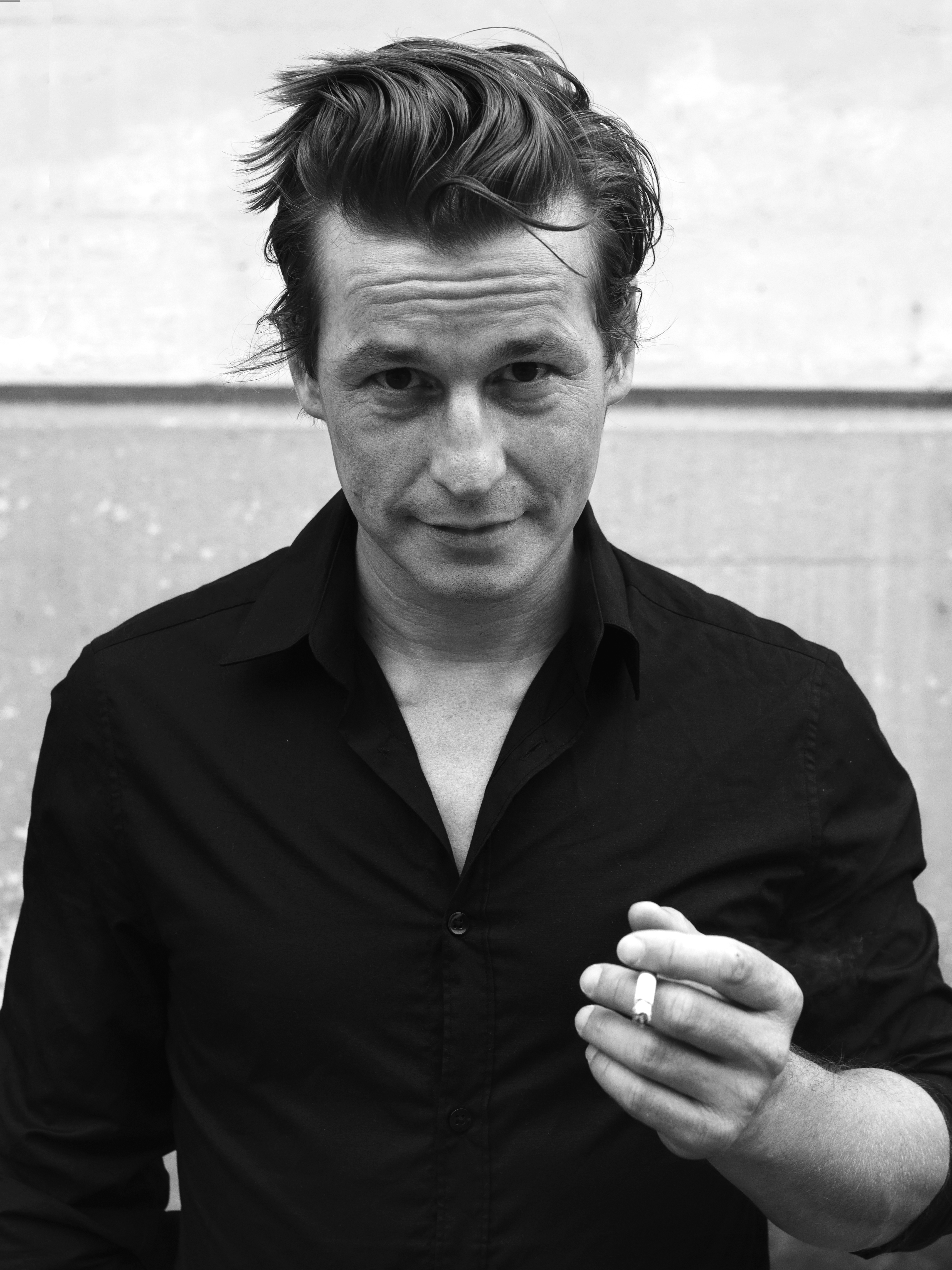
Arno Camenisch (2015)

Arno Camenisch (* 1. Februar 1978 in Danis-Tavanasa) ist ein Schweizer Schriftsteller aus Graubünden, der auf Deutsch und Rätoromanisch publiziert.

## Leben
Camenisch liess sich zunächst zum Lehrer ausbilden und unterrichtete mehrere Jahre lang, unter anderem in Ilanz und an der Schweizerschule Madrid. Danach absolvierte er einen Studiengang für Literarisches Schreiben an der Hochschule der Künste Bern (HKB) in Biel, wo er seitdem lebt. 2009 erschien sein erster Roman Sez Ner. 
Im März 2015 strahlten das Schweizer Fernsehen und 3sat den Dokumentarfilm Arno Camenisch – Schreiben auf der Kante aus.
Camenisch ist Vater einer Tochter.

## Werk
Camenisch schreibt Prosa, Lyrik und Bühnenstücke. Überregional bekannt wurde er durch sein mehrfach ausgezeichnetes Buch Sez Ner. In Sursilvan und Deutsch beschreibt er darin das Leben aus der Sicht der Älpler. Zusammen mit den beiden folgenden Büchern Hinter dem Bahnhof und Ustrinkata bildet es eine abgeschlossene Trilogie. In der Folge schrieb er weitere acht Romane, deren Handlung fast immer im Ort Tavanasa spielt. Sein 2021 erschienenes Buch Der Schatten über dem Dorf handelt von einem Unglück, das sein Heimatdorf in den 1970er Jahren ereilte, und berichtet vom Umgang der Dorfgemeinschaft damit. Für die tagebuchartig transportierten Inhalte, wo romanischsprachige Einsprengsel anders als in früheren Werken fehlen, liess Camenisch sich formal von Paul Auster inspirieren. Der autobiografische Roman Die Welt (2022) handelt von einem Weltenbummler und wurde weniger positiv rezensiert als frühere Werke.

## Publikationen (Auswahl)
- Ernesto ed autras manzegnas. Prosa. Ed. Romania, Trun 2005.
- Sez Ner. Roman. Engeler-Verlag, Solothurn 2009, ISBN 978-3-906050-01-0.
- Hinter dem Bahnhof. Roman. Engeler-Verlag, Solothurn 2010, ISBN 978-3-906050-02-7.
- Ustrinkata. Roman. Engeler-Verlag, Solothurn 2012, ISBN 978-3-033-03028-2.
- Las flurs dil di. Engeler-Verlag, Solothurn 2013, ISBN 978-3-906050-05-8.
- Fred und Franz. Roman. Engeler-Verlag, Solothurn 2013, ISBN 978-3-906050-06-5.
- Nächster Halt Verlangen. Geschichten I. Engeler-Verlag, Solothurn 2014, ISBN 978-3-906050-18-8.
- Die Kur. Roman. Engeler-Verlag, Solothurn 2015, ISBN 978-3-906050-22-5.
- Die Launen des Tages. Geschichten II. Engeler-Verlag, Solothurn 2016, ISBN 978-3-906050-19-5.
- Der letzte Schnee. Engeler-Verlag, Solothurn 2018, 4. Aufl. ISBN 978-3-906050-35-5.
- Herr Anselm. Engeler-Verlag, Solothurn 2019, ISBN 978-3-906050-43-0.
- Goldene Jahre. Engeler-Verlag, Solothurn 2020, ISBN 978-3-906050-36-2.
- Der Schatten über dem Dorf. Engeler-Verlag, Solothurn 2021, ISBN 978-3-906050-80-5.
- Die Welt. Roman. Diogenes, Zürich 2022, ISBN 978-3-257-07220-4.

## Auszeichnungen (Auswahl)
- 2001: Plema d’aur
- 2003: Publikumspreis bei den Rätoromanischen Literaturtagen
- 2010: Schillerpreis der Zürcher Kantonalbank für Sez Ner
- 2010: Berner Literaturpreis für Sez Ner
- 2010: Förderpreis des Kantons Graubünden, Schweiz
- 2010: Romanischer Literaturpreis Premi Term Bel, Schweiz
- 2011: Berner Literaturpreis für Hinter dem Bahnhof
- 2012: Schweizer Literaturpreis für Ustrinkata
- 2013: Förderpreis des Friedrich-Hölderlin-Preises der Stadt Homburg[9]; Deutschland
- 2013: Raiffeisen-Cultura-Preis, Schweiz
- 2013: Premio Salerno Libro d’Europa, Italien
- 2013: Gottfried-Keller-Preis mit dem Spoken-Word-Ensemble «Bern ist überall», Schweiz
- 2014: Premio Ostana per le lingue madri, Italien
- 2015: Förderpreis Komische Literatur[10], Deutschland
- 2015: Kulturpreis der Burgergemeinde Bern mit dem Spoken-Word-Ensemble «Bern ist überall», Schweiz
- 2018: Lieblingsbuch des Deutschschweizer Buchhandels: Der letzte Schnee[11]
- 2020: Longlist des Deutschen Buchpreises mit Goldene Jahre[12]
- 2021: Literaturpreis des Kantons Bern für Der Schatten über dem Dorf[13]